# Vindula erotella
Vindula erotella är en fjärilsart som beskrevs av Butler 1879. Vindula erotella ingår i släktet Vindula och familjen praktfjärilar. Inga underarter finns listade i Catalogue of Life.